# Кошкарколь
Кошкарко́ль (Уялы; каз. Қошқаркөл) — пресное озеро на юго-востоке Казахстана в Алакольской котловине на высоте 349,8 м над уровнем моря. Находится между озёр Сасыкколь и Алаколь, и вместе с ними входит в Алакольскую группу озёр. Площадь 120 км², длина 18,3 км, ширина 9,6 км. Средняя глубина 4,07 м, наибольшая глубина 5,8 м, объём 0,5 км³. Длина береговой линии 57,3 км. Главный приток — река Топкая (Жинишкесу), вытекающая из озера Сасыкколь.

## Описание
Озеро Кошкарколь вытянуто с севера на юг; берега низкие, заболоченные, сложены суглинками, глинами, песчано-галечниковым материалом. Минерализация воды колеблется в течение года от 0,85 до 1,16 г/л, состав сульфатно-хлоридно-магниевый. Ледостав с ноября по апрель. На побережье обитает ондатра; из птиц водятся гусь, баклан, пеликан, лебедь, цапля.
Название Уялы происходит от казахского слова «ұя» — гнездо, то есть «ұялы» — имеющий гнездо). Предположительно обусловлено большим количеством птиц в камышовых прибрежных зарослях.